# František Ehrmann
František Ehrmann (6. května 1866 Veverská Bítýška – 11. února 1918 Olomouc) byl český římskokatolický kněz a spisovatel.

## Biografie
Ehrmann vystudoval bohosloví v Brně a roku 1890 byl vysvěcen na kněze. Působil v Loděnici u Pohořelic a poté ve Vídni, kde získal doktorát z teologie. Po návratu do Brna pracoval jako biskupský sekretář, prefekt chlapeckého semináře a katecheta. Tou dobou se aktivně účastnil spisovatelského a politického života a přispíval mimo jiné do časopisů Cyrill a Hlídka. Roku 1904 přešel jako sekretář arcibiskupa do Olomouce, kde se o rok později stal kanovníkem. V Olomouci působil až do své smrti.
Na počest působení F. Ehrmanna je po něm pojmenována ulice ve Veverské Bítýšce.

## Dílo
Většina díla F. Ehrmanna vyšla časopisecky, zejména v Cyrillu, Museu, Hlídce a Rádci duchovním. Mezi nejvýznačnější se řadí také překlady Obrázkového života svatých pro školu a dům Viléma Auera a Moravané („Les Moraves“) z knihy Arthura Lapôtreho, které vyšly knižně.